# Бригинцівська сільська рада (Козелецький район)
Бригинці́вська сільська́ ра́да — адміністративно-територіальна одиниця та орган місцевого самоврядування в Козелецькому районі Чернігівської області. Адміністративний центр — село Бригинці.

## Загальні відомості
- Населення ради: 912 особи (станом на 2001 рік)

## Населені пункти
Сільській раді були підпорядковані населені пункти:
- с. Бригинці (215 осіб)
- с. Карасинівка (286 осіб)
- с. Корніїв (123 особи)
- с. Мирне (99 осіб)
- с. Пізнє (25 осіб)
- с. Риків (164 особи)

## Склад ради
Рада складалася з 12 депутатів та голови.
- Голова ради: Чайка Наталія Петрівна
- Секретар ради: Бригинець Марія Федорівна

### Керівний склад попередніх скликань
| Прізвище, ім'я, по батькові | Основні відомості                                                                                  | Дата обрання | Дата звільнення |
| --------------------------- | -------------------------------------------------------------------------------------------------- | ------------ | --------------- |
| Чайка Наталія Петрівна      | Сільський голова, 1960 року народження, освіта вища, член Всеукраїнського об'єднання «Батьківщина» | 26.03.2006   | 31.10.2010      |
| Чайка Наталія Петрівна      | Сільський голова, 1960 року народження, освіта вища, член Всеукраїнського об'єднання «Батьківщина» | 31.10.2010   |                 |

Примітка: таблиця складена за даними сайту Верховної Ради України

### Депутати
За результатами місцевих виборів 2010 року депутатами ради стали:

#### За суб'єктами висування
| Суб'єкт висування            | Кількість обраних депутатів | %    |
| ---------------------------- | --------------------------- | ---- |
| Самовисування                | 10                          | 83,3 |
| Соціалістична партія України | 2                           | 16,7 |

#### За округами
| № округу                     | Прізвище, ім'я, по батькові     | Дата визнання обраним | Освіта             | Партійна приналежність                        | Відомості про обраного депутата                              |
| ---------------------------- | ------------------------------- | --------------------- | ------------------ | --------------------------------------------- | ------------------------------------------------------------ |
| Соціалістична партія України |                                 |                       |                    |                                               |                                                              |
| 7                            | Василенко Олена Миколаївна      | 01.11.2010            | вища               | член Соціалістичної партії України            | Риківська загальноосвітня школа, вчитель                     |
| 12                           | Мартиненко Валерій Вікторович   | 01.11.2010            | середня спеціальна | позапартійний                                 | СТОВ «Полісся», завідувач МТФ                                |
| Самовисування                |                                 |                       |                    |                                               |                                                              |
| 1                            | Лола Ніна Олексіївна            | 01.11.2010            | середня            | позапартійна                                  | СТОВ «Полісся», обліковець                                   |
| 2                            | Шостак Владислав Анатолійович   | 01.11.2010            | середня спеціальна | позапартійний                                 | підприємство м. Козелець, агент ідентифікатор                |
| 3                            | Кожура Роман Миколайович        | 01.11.2010            | вища               | позапартійний                                 | СТОВ «Полісся», ветлікар                                     |
| 4                            | Любенко Олександр Григорович    | 01.11.2010            | середня спеціальна | позапартійний                                 | СТОВ «Полісся», технік штучного осіменіння                   |
| 5                            | Велігорська Олександра Іванівна | 01.11.2010            | середня спеціальна | позапартійна                                  | Бригінцівський сільський будинок культури, художній керівник |
| 6                            | Бригинець Марія Федорівна       | 01.11.2010            | вища               | член Всеукраїнського об'єднання «Батьківщина» | Бригинцівська сільська рада, секретар                        |
| 8                            | Турчин Галина Василівна         | 01.11.2010            | середня            | позапартійна                                  | магазин, завідувач                                           |
| 9                            | Турчин Олена Михайлівна         | 01.11.2010            | середня            | позапартійна                                  | тимчасово не працює                                          |
| 10                           | Шостак Світлана Григорівна      | 01.11.2010            | середня спеціальна | позапартійна                                  | фельдшерсько-акушерський пункт с. Карасинівка, завідувач     |
| 11                           | Мороз Олена Миколаївна          | 01.11.2010            | середня спеціальна | позапартійна                                  | магазин, с. Карасинівка, завідувач                           |